# Nicki Nicole
Nicole Denise Cucco (Rosario, Argentina, 25 d'agost de 2000), coneguda professionalment com a Nicki Nicole, és una rapera i cantant argentina. Nascuda i criada a Rosario, Santa Fe, va guanyar popularitat amb els seus senzills "Wapo Traketero", "Colocao", "Mamichula" i "Mala Vida".

## Primers anys de vida
Nicole va néixer a Rosario, Argentina, en una família de classe mitjana. Va mostrar interès per la música des de ben petita. Va estudiar secundària al Colegio Comunidad Educativa La Paz.

## Carrera
En l'abril de 2019, va publicar "Wapo Traketero" sota la producció de Gonzalo Ferreyra. L'agost del mateix any, la cantant va col·laborar amb el productor argentí Bizarrap en el tretzè llançament de les seves "Music Sessions". La cançó va aconseguir el número tres en el Billboard Argentina Hot 100, fent créixer la popularitat de tots dos artistes en el país. En el mateix mes, Nicki Nicole va treure el seu segon single, titulat "Años Luz".
El 8 de novembre de 2019, Nicki Nicole va publicar el seu àlbum debut Recuerdos, que va comptar amb la producció de Bizarrap i col·laboracions amb Cazzu i Duki. Després de l'àlbum es va llançar un videoclip per al seu senzill "Diva".
El maig de 2020, la cantant va treure el seu senzill "Colocao", que va arribar al número sis de l'Argentina Hot 100 i al número 48 d'Espanya, on està certificat amb el disc d'or. L'agost, Nicki es va convertir en la primera dona argentina en encapçalar la llista Argentina Hot 100 amb el tema "Mamichula", amb el raper argentí Trueno i Bizarrap. La cançó també va aconseguir el primer lloc a Espanya i també està certificada com a disc de platí al país.

## Discografia

### Àlbums d'estudi
| Títol     | Detalls de l'àlbum d'estudi                                                                                           | Pos. màx |
| Títol     | Detalls de l'àlbum d'estudi                                                                                           | ESP      |
| --------- | --- | -------- |
| Recuerdos | - Data de publicació: 8 de novembre de 2019 - Discografia: Dale Play Records - Formats: Descàrrega digital, streaming | 81       |

### Senzills
| "Wapo Traketero"                                                                                | 2019 | 49 | —  | —  | —  | —  | —  | —  | —  | —   |                                                                      | Recuerdos        |
| "Nicki Nicole: Bzrp Music Sessions, Vol. 13" (with Bizarrap)                                    | 2019 | 3  | —  | —  | —  | —  | —  | —  | —  | —   |                                                                      | Non album single |
| "Años Luz"                                                                                      | 2019 | 46 | —  | —  | —  | —  | —  | —  | —  | —   |                                                                      | Recuerdos        |
| "Fucking Diablo"                                                                                | 2019 | 43 | —  | —  | —  | —  | —  | —  | —  | —   |                                                                      | Recuerdos        |
| "Diva"                                                                                          | 2019 | 61 | —  | —  | —  | —  | —  | —  | —  | —   |                                                                      | Recuerdos        |
| "Colocao"                                                                                       | 2020 | 6  | —  | —  | —  | —  | 48 | —  | —  | —   | - CAPIF: Or - AMPROFON: Or - PROMUSICAE: Platí - RIAA: Or (Espanyol) | A anunciar       |
| "Mamichula" (with Trueno and Bizarrap)                                                          | 2020 | 1  | —  | —  | 79 | —  | 1  | —  | —  | 100 | - CAPIF: 2× Platí - PROMUSICAE: 2× Platí                             | Atrevido         |
| "Mala Vida"                                                                                     | 2020 | 24 | —  | —  | —  | —  | 89 | —  | —  | —   | - PROMUSICAE: Or                                                     | A anunciar       |
| "Verte" (with Dread Mar I and Bizarrap)                                                         | 2020 | 14 | —  | —  | —  | —  | —  | —  | —  |     |                                                                      | A anunciar       |
| "Ella No Es Tuya (Remix)" (with Rochy RD and Myke Towers)                                       | 2021 | 2  | 12 | 28 | 12 | 14 | 1  | —  | 30 | 39  | - CAPIF: Or - PROMUSICAE: 3× Platí - RIAA: Platí (Espanyol)          | Non-album single |
| "Venganza" (with No Te Va Gustar)                                                               | 2021 | 39 | —  | —  | —  | —  | —  | —  | —  | —   |                                                                      | Luz              |
| "No Toque Mi Naik" (with Lunay)                                                                 | 2021 | 16 | —  | —  | 29 | —  | 52 | 15 | —  | —   |                                                                      | A anunciar       |
| "Tu Fanático (Remix)" (with Pedro Capó and De La Ghetto)                                        | 2021 | —  | —  | —  | —  | —  | —  | —  | —  | —   |                                                                      | Non-album single |
| "—" vol dir que un enregistrament no ha estat catalogat o no s'ha publicat en aquest territori. |      |    |    |    |    |    |    |    |    |     |                                                                      |                  |